# Макарий (Джорджевич)
Епи́скоп Мака́рий (серб. Епископ Макарије, в миру Драгу́тин Джо́рджевич, серб. Драгутин Ђорђевић; 25 октября 1903, Коцелева, Королевство Сербия — 22 марта 1978, Нови-Сад) — епископ Сербской православной церкви, епископ Сремский.

## Биография
Родился в 1903 году в Коцелеви близ Шабаца в семье Ивана Джоржевича и Ангелины (урождённой Ракич). После окончания начальной школы в родном месте, он приехал в Белград, где окончил среднюю школу. После этого он окончил Духовную семинарию в Сремских Карловцах.
31 марта 1924 года в Монастыре Каленич был пострижен в монашество архимандритом Никоном (Лазаревичем), а вскоре епископом Браничевским Митрофаном (Раичем) был возведён в сан иеродиакона. В 1925 году был епископом Горнокарловацкий Иларионом (Зеремским) возведён в сан иеромонаха в Плашке в Лике. Некоторое время провёл в Монастыре Врдник на Фрушской горе.
В 1930 году окончил Богословский факультет Белградского университета.
Был начальником монашеской школы в Монастыре Высокие Дечаны, а затем и игуменом того же монастыря.
Во время Второй мировой войны работал в Ягодине в качестве профессора в учительской школе.
В 1945 году возведён в сан архимандрита и некоторое время был настоятелем Монастыря Раковица близ Белграда.
22 мая 1947 года был избран во епископа. 2 июня 1947 года в Соборной церкви в Белграде был хиротронисан во епископа Будимлянско-Полимского. Хиротонию совершили Патриарха Сербский Гавриил, митрополит Скопский Иосиф (Цвийович) и епископа Злетовско-Струмичский Викентий (Проданов).
Так как там на протяжении нескольких веков не было епископа, он в начале столкнулся с проблемами с размещением и адаптацией. Оставался там 8 лет. В 1956 году Будимљанско-Полимская епархия была упразднена.
В 1955 году был переведён на Сремскую епархию. Там его ожидало много трудностей, вызванных Второй мировой войной. Было разрушено или повреждено много церквей, сожжены монастырские жилища, национализованы приходские дома. Во время войны погибли многие священники и монахи.
Скончался 22 марта 1978 года после продолжительной болезни в Покраинской больнице города Нови-Сад. Он был похоронен в монастыре Крушедолу.